# Okręg wyborczy Wide Bay
Okręg wyborczy Wide Bay (ang. Division of Wide Bay) – jednomandatowy okręg wyborczy do Izby Reprezentantów Australii, położony w południowo-wschodniej części stanu Queensland i zaliczany do tzw. okręgów wiejskich (rural divisions). Był jednym z 75 pierwotnych okręgów wyborczych, ustanowionych po powstaniu Związku Australijskiego w 1901 roku. Pierwszym reprezentującym go politykiem był trzykrotny premier Australii Andrew Fisher. Od 1990 jego reprezentantem jest Warren Truss, od 2013 będący też wicepremierem Australii. 

## Lista reprezentantów
| od      | do      | osoba          | partia                                                         |
| ------- | ------- | -------------- | -------------------------------------------------------------- |
| 1901    | 1915    | Andrew Fisher  | Australijska Partia Pracy                                      |
| 1915    | 1928    | Edward Corser  | Związkowa Partia Liberalna Nacjonalistyczna Partia Australii   |
| 1928    | 1954    | Bernard Corser | Partia Wiejska                                                 |
| 1954    | 1958    | William Brand  | Partia Wiejska                                                 |
| 1958    | 1961    | Henry Bandidt  | Partia Wiejska                                                 |
| 1961    | 1974    | Brendan Hansen | Australijska Partia Pracy                                      |
| 1974    | 1990    | Clarrie Millar | Partia Wiejska Narodowa Partia Australii                       |
| 1990    | 2016    | Warren Truss   | Narodowa Partia Australii Liberal National Party of Queensland |
| od 2016 | od 2016 | Llew O'Brien   | Liberal National Party of Queensland                           |

źródło: 